# ناحية دير عطية
ناحية دير عطية إحدى نواحي سوريا تتبع إداريّاً لمحافظة ريف دمشق منطقة النبك ومركزها مدينة دير عطية، بلغ تعداد سكان الناحية 29,254 نسمة حسب التعداد السكاني لعام 2004.

## بلدات وقرى ناحية دير عطية
دير عطية، الحميرة، الجراجير.